# Miedź Legnica

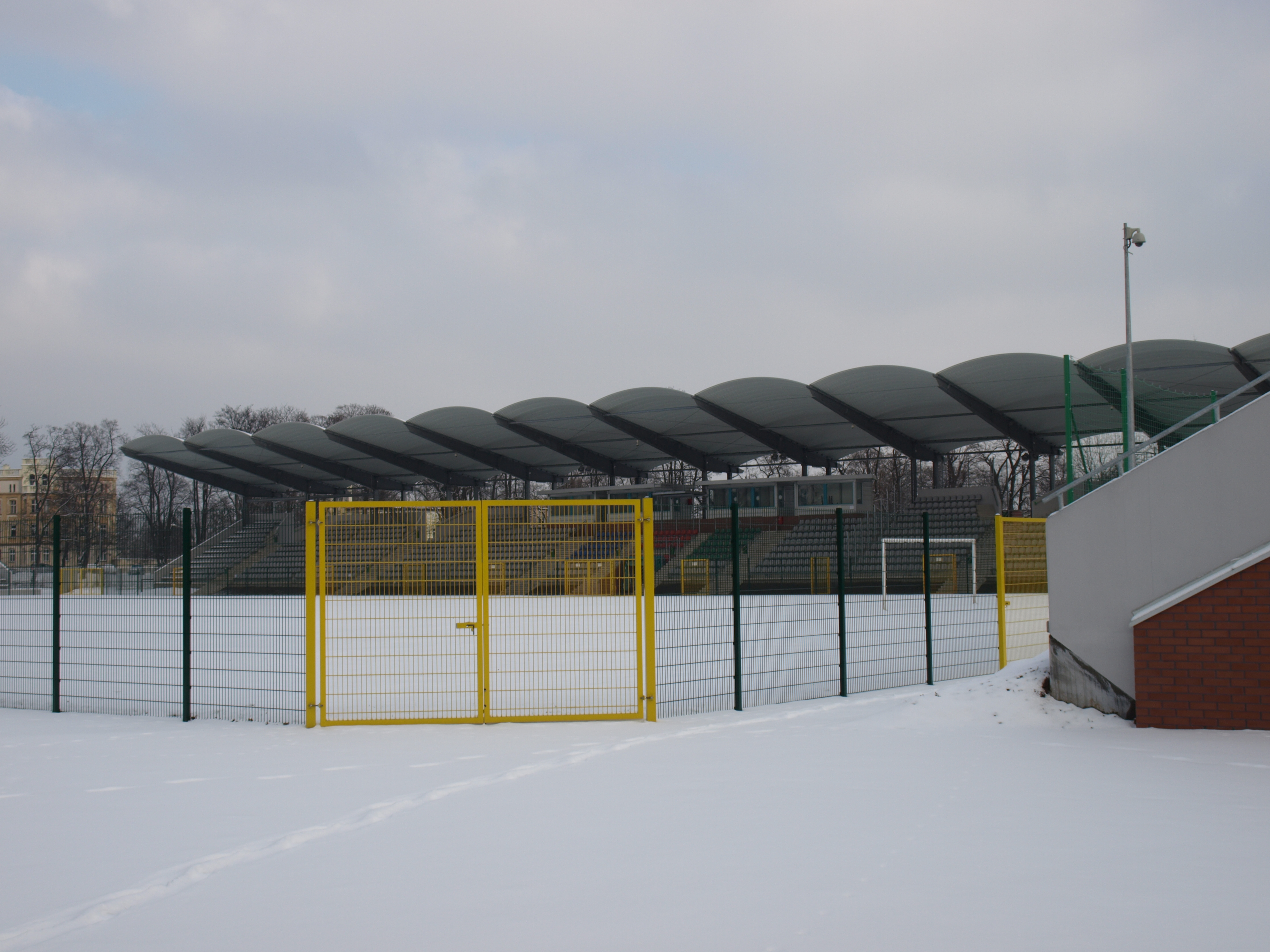
Stadion Miejski Orła Białego (Lehnice)

MKS Miedź Legnica (celým názvem Miejski Klub Sportowy Miedź Legnica Spółka Akcyjna, městský sportovní klub Miedź Legnica, akciová společnost) je polský fotbalový klub sídlící ve městě Lehnice v Dolnoslezském vojvodství. Byl založen 28. července 1971. Hřištěm klubu je Stadion Miejski Orła Białego s kapacitou 6 244 diváků. Klubové barvy jsou zelená, modrá a červená. V klubovém emblému je hlava lva.
V sezóně 2018/19 hraje Ekstraklasu.

## Úspěchy
- 1× vítěz polského fotbalového poháru (1991/92)[2]
- 1× vítěz polské druhé ligy (2017/18)

## Historie
Známí hráči
- Kevin Lafrance
- Łukasz Garguła
- Aleksander Ptak
- Jakub Vojtuš
- Marcin Pietrowski
- Petteri Forsell